# الضبرتين (حرض)

تعديل مصدري - تعديل

الضبرتين هي إحدى قرى عزلة بني الحداد بمديرية حرض التابعة لمحافظة حجة، بلغ تعداد سكانها 787 نسمة حسب تعداد اليمن لعام 2004.